# توب غير (موسم 16)
توب غير 16 (بالإنجليزية: Top Gear)‏ هو السلسلة السادسة عشرة للبرنامج التلفزيوني البريطاني الذي يهتم بالمركبات، توب جير، تم إنتاجه في المملكة المتحدة. بدأ عرضه في سنة 2010. عرض على بي بي سي تو. بلغ عدد حلقاته 8 حلقات، تم بث البرنامج لأول مرة بتاريخ 21 ديسمبر 2010 بينما تم بث آخر حلقة منه بتاريخ 27 فبراير 2011. مقدمو البرنامج جيرمي كلاركسون، ريتشارد هاموند وجيمس ماي.